# 河野咲子
河野 咲子（かわの さきこ、1994年 - ）は、日本の作家。

## 経歴
東京大学教養学部教養学科総合社会科学分科国際関係論コース卒業。

## 著作

### 小説
- 「水溶性のダンス」（第5回ゲンロンSF新人賞受賞作、2022年11月発刊『ゲンロン13』所収／ゲンロンSF文庫より配信）[4]

### 散文
- 「棒読みの愉悦をたどる」（『ユリイカ』2021年12月号　特集＝フレデリック・ワイズマン特集　所収）[5]